# Escales del carrer dels Rebolledo
Les Escales del carrer dels Rebolledo és una obra de Tarragona protegida com a Bé Cultural d'Interès Local.

## Descripció
Escales que permeten la unió entre l'àrea de la plaça del Prim i del teatre romà amb l'antic barri de Marina. Element destacat en la trama urbanística de la ciutat.